# Speaker dell'Assemblea dell'Irlanda del Nord
Lo speaker dell'Assemblea dell'Irlanda del Nord (in inglese Speaker of the Northern Ireland Assembly, in irlandese Cainteoir Thionól Thuaisceart Éireann) (in origine con il titolo di presidente del Parlamento) è il presidente dell'Assemblea dell'Irlanda del Nord, eletto con voto intercomunitario dai membri dell'Assemblea dell'Irlanda del Nord. Per svolgere il ruolo vengono eletti un vicepresidente principale e due vicepresidenti. La carica di Speaker è attualmente ricoperta (da febbraio 2024) dal MLA del Partito Unionista Democratico per Belfast South Edwin Poots.
L'Ufficio del Presidente si trova nel Palazzo del Parlamento, Stormont, Belfast. Lo speaker è anche il Presidente della Commissione Assembleare, l'organo sociale dell'Assemblea e il Presidente del Comitato Affari dell'Assemblea.

## Storia
La prima persona a ricoprire la carica è stata Lord Alderdice, nominato dal Segretario di Stato per l'Irlanda del Nord nel 1998. Prima della devoluzione nel dicembre 1999, la posizione era denominata Initial Presiding Officer. Alderdice ha lasciato l'incarico nel 2004.
Eileen Bell ha ricoperto la carica di Presidente nell'Assemblea istituita ai sensi del Northern Ireland Act 2006 che si è riunito tra maggio e ottobre 2006 e nell'Assemblea di transizione istituita ai sensi del Northern Ireland (St Andrews Agreement) Act 2006 (Accordo di Saint Andrews), che si è riunita tra novembre 2006 e maggio 2007. In base Northern Ireland (St Andrews Agreement) Act 2006 (accordo di Saint Andrews) è stata nominata presidente dell'Assemblea dell'Irlanda del Nord l'8 maggio 2007.
Uno dei primi punti in discussione per l'Assemblea dell'Irlanda del Nord l'8 maggio 2007 è stato quello di eleggere un nuovo presidente tra i membri eletti nel marzo 2007. L'unico candidato era William Hay, membro del DUP per Foyle ed è stato eletto senza opposizione.
Nel maggio 2011 è stata creata la nuova carica di Vicepresidente principale.

## Elezione
Il Presidente viene eletto durante la riunione inaugurale dell'Assemblea, che segue lo svolgimento delle elezioni. Se il candidato uscente si ripresenta,  assume il ruolo ad interim durante l'elezione il membro più anziano dell'Assemblea, che non deve essere egli stesso un candidato. I candidati vengono quindi annunciati, supportati e quindi accettati dal membro più anziano. Si procede quindi a una votazione, durante la quale si applica il voto intercomunitario. Il candidato che ottiene la maggioranza dei voti unionisti e nazionalisti viene dichiarato eletto e assume la presidenza dell'Assemblea. Questa elezione presuppone la rinuncia a ogni affiliazione politica.
Il presidente neoeletto o rieletto sovrintende quindi all'elezione dei suoi tre vice.

## Titolari

### Speaker
| Nome    | Nome | Nome               | Mandato         | Mandato          | Partito |
| ------- | ---- | ------------------ | --------------- | ---------------- | ------- |
|         |      | John Alderdice     | 1º luglio 1998  | 29 febbraio 2004 | APNI    |
| Vacante |      |                    |                 |                  |         |
|         |      | William Hay        | 8 maggio 2007   | 13 ottobre 2014  | DUP     |
|         |      | Mitchel McLaughlin | 12 gennaio 2015 | 12 maggio 2016   | SF      |
|         |      | Robin Newton       | 12 maggio 2016  | 11 gennaio 2020  | DUP     |
|         |      | Alex Maskey        | 11 gennaio 2020 | 3 febbraio 2024  | SF      |
|         |      | Edwin Poots        | 3 febbraio 2024 | in carica        | DUP     |

### Vice speaker
| Nome | Nome                 | Mandato          | Mandato          | Presidente                     | Partito   |
| ---- | -------------------- | ---------------- | ---------------- | ------------------------------ | --------- |
|      | John Gorman          | 31 gennaio 2000  | 19 febbraio 2002 | John Alderdice                 | UUP       |
|      | Jim Wilson           | 19 febbraio 2002 | 7 maggio 2007    | John Alderdice                 | UUP       |
|      | Donovan McClelland   | 31 gennaio 2000  | 7 maggio 2007    | John Alderdice                 | SDLP      |
|      | Jane Morice          | 31 gennaio 2000  | 7 maggio 2007    | John Alderdice                 | NIWC      |
|      | Francie Molloy       | 8 maggio 2007    | 28 giugno 2011   | William Hay                    | Sinn Féin |
|      | David McClarty       | 8 maggio 2007    | 11 maggio 2011   | William Hay                    | UUP       |
|      | John Dallat          | 8 maggio 2007    | 12 maggio 2016   | William Hay Mitchel McLaughlin | SDLP      |
|      | Roy Beggs Jr         | 12 maggio 2011   | 12 maggio 2016   | Mitchel McLaughlin             | UUP       |
|      | Danny Kennedy        | 12 maggio 2016   | 29 giugno 2017   | Robin Newton                   | UUP       |
|      | Caitríona Ruane      | 12 maggio 2016   | 19 ottobre 2017  | Robin Newton                   | Sinn Féin |
|      | Patsy McGlone        | 12 maggio 2016   | in carica        | Robin Newton Alex Maskey       | SDLP      |
|      | Roy Beggs Jr         | 11 gennaio 2020  | in carica        | Alex Maskey                    | UUP       |
|      | Christopher Stalford | 14 gennaio 2020  | 3 febbraio 2024  | Alex Maskey                    | UUP       |
|      | John Blair           | 3 febbraio 2024  | in carica        | Edwin Poots                    | APNI      |